# Uranie Bay
Uranie Bay är en vik i territoriet Falklandsöarna (Storbritannien). Den ligger i den östra delen av landet. Viken är en del av Berkeley Sound.